# هانس هان
هانس هان (بالألمانية: Hans Hahn)‏ (و. 1879 – 1934 م) هو رياضياتي، وفيلسوف، وطوبولوجي، وأستاذ جامعي نمساوي، ولد في فيينا، وكان عضوًا في الأكاديمية الألمانية للعلوم ليوبولدينا، والأكاديمية النمساوية للعلوم، توفي في فيينا، عن عمر يناهز 55 عاماً.

## التعليم
تعلم في جامعة فيينا.

## جوائز
حصل على جوائز منها:
- Richard Lieben prize  [لغات أخرى]‏ (1921)
- جائزة ليبن.

## روابط خارجية
- هانس هان على موقع الموسوعة البريطانية (الإنجليزية)